# Урусово (Саратовская область)
Уру́сово — село в Ртищевском районе Саратовской области, входит в состав Урусовского муниципального образования.

## География
Село находится на расстоянии примерно 11 км (по прямой) к северу от города Ртищево, административного центра района.

### Часовой пояс
Село Урусово, как и вся Саратовская область, находится в часовой зоне МСК+1. Смещение применяемого времени относительно UTC составляет +4:00.

## История
Основано в 1715 году. В 1735—1739 годах была построена церковь, освящённая в 1741 году во имя преподобного Сергия Радонежского. В начале XX века в селе проживало 1800 человек, имелись волостное правление, школа, приют для бедных, лавки и поташни. Среди ремёсел было развито плетение лаптей. В послевоенные годы село являлось центральной усадьбой совхоза «Юбилейный».

## Население
| 2002 | 2010 |
| ---- | ---- |
| 446  | ↘415 |

### Национальный состав
Согласно результатам переписи 2002 года, в национальной структуре населения русские составляли 98 % из 446 чел.